# Käkklokrypare
Käkklokrypare (Chthoniidae) är en familj av spindeldjur. Enligt Catalogue of Life ingår käkklokrypare i överfamiljen Chthonioidea, ordningen klokrypare, klassen spindeldjur, fylumet leddjur och riket djur, men enligt Dyntaxa är tillhörigheten istället ordningen klokrypare, klassen spindeldjur, fylumet leddjur och riket djur. Enligt Catalogue of Life omfattar familjen Chthoniidae 628 arter. 

## Dottertaxa till käkklokrypare, i alfabetisk ordning[1][2]
- Afrochthonius
- Allochthonius
- Anisoditha
- Aphrastochthonius
- Apochthonius
- Austrochthonius
- Caribchthonius
- Centrochthonius
- Chiliochthonius
- Chthonius
- Congochthonius
- Drepanochthonius
- Francochthonius
- Kleptochthonius
- Lagynochthonius
- Malcolmochthonius
- Maorichthonius
- Mexichthonius
- Mundochthonius
- Neochthonius
- Paraliochthonius
- Pseudochthonius
- Pseudotyrannochthonius
- Sathrochthoniella
- Sathrochthonius
- Selachochthonius
- Spelyngochthonius
- Stygiochthonius
- Troglochthonius
- Tyrannochthoniella
- Tyrannochthonius
- Vulcanochthonius